# علي الفقي
علي الفقي (مواليد 20 يناير 1961)، هو كاتب مصري.

## حياته ونشاته
ولد بكفر الزيات في محافظة الغربية في 20 يناير 1961، نشأ في أسرة متوسطة مكونة من ستة أشقاء هو أصغرهم لأب عامل بشركة الكيماويات وأم ربة منزل في مجتمع بين القرية والمدينة. نشأ حبه للأدب عن طريق السينما، وتأثر بالأديب يوسف ادريس في القصة القصيرة التي بدأ كتابتها في بداية الثمانينات، محاولا التفرد في الأسلوب والموضوع مبتعدا عن التقليد، ونشر أول قصة بعنوان “رحلة داخل المحيط”، والتي علقت عليها الكاتبة الكبيرة سكينة فؤاد تعليقا مشيدا بالقصة والكاتب. توالى بعد ذلك نشر قصصه إلى أن بدأ كتابة رواية “بوابات اللهب” عام 1999 والتي حظت بالفوز بعدة جوائز. عضو اتحاد كتاب مصر والعرب.

## مؤلفاته
- بوابات اللهب 1999.[4]
- نسيج أبو العلا 2004.
- كائنات موسومة 2010.
- الجانب الآخر من النهر (مجموعة قصصية) 2001.
- الذبيحة (مجموعة قصصية) 2002.
- فوق المظلة (مجموعة قصصية) 2006.
- حرج الأعرج (مجموعة قصصية) 2009.
- أحلام تصطدم بالسقف 2019.[5]
- بين السماء والأرض 2019.[6]
- قصة سكينة فؤاد 2022.[7]

## جوائز
- جائزة هيئة الفنون والآداب بالأسكندرية في القصة القصيرة
- جائزة الرشيد العراقية في القصة القصيرة
- جائزة نادى القصة في القصة القصيرة ثلاث سنوات
- جائزة هيئة قصور الثقافة في الرواية
- جائزة احسان عبد القدوس في الرواية
- الترشح للمرحلة النهائية في جوائز الدولة التشجيعية في القصة والرواية ثلاث دورات
- حصل على منحة التفرغ من وزارة الثقافة من عام 2006 حتى 2010
- شاركت في معظم المؤتمرات الأدبية منذ عام 1998 ومؤتمر الكتاب العرب في العريش عام 2007
- تم استضافته في ندوات أدبية عديدة عن القصة والرواية في مختلف المتديات والمحافل الأدبية
- تم تكريمه في مؤتمرات أدبية ومعارض للكتاب في محافظات مصر[8]